# Anduze
Anduze (okcitansko Andusa) je naselje in občina v južnem francoskem departmaju Gard regije Languedoc-Roussillon. Naselje je leta 2008 imelo 3.289 prebivalcev.

## Geografija
Kraj leži v pokrajini Languedoc ob reki Gardon d'Anduze znotraj narodnega parka Seveni, 14 km jugozahodno od Alèsa.

## Uprava
Anduze je sedež istoimenskega kantona, v katerega so poleg njegove vključene še občine Bagard, Boisset-et-Gaujac, Générargues, Massillargues-Attuech, Ribaute-les-Tavernes, Saint-Sébastien-d'Aigrefeuille in Tornac z 12.302 prebivalcema.
Kanton Anduze je sestavni del okrožja Alès.

## Zgodovina
V 10. stoletju osnovano Gospostvo d'Anduze je eno starejših in vplivnejših v Languedocu. Kot zavezniki toulouških grofov so sodelovali v albižanski križarski vojni proti katarom. Leta 1266 je kraj s pripojitvijo francoski kroni postal sedež administrativnega sodišča ("viguerie"). Anduze se je konec 13. stoletja z začetki svilogojstva razvil v regionalno središče trgovine s svilo in volno.
V 16. in 17. stoletju je bil pomembno središče protestantizma. Utrjeno mesto s 6.000 prebivalci v letu 1570 je postal sedež protestantskih sil v južni Franciji. Leta 1622 se je uprl Rohanskemu vojvodstvu, z mirom v Alaisu, dogovorjenim med kardinalom Richelieujem in voditelji hugenotov, ki ga je podpisal 27. septembra 1629 francoski kralj Ludvik XIII., pa je Anduze posledično izgubil svoje obzidje kot tudi pomen, ki ga je imel pred tem.